# Akrani
Akrani är en medfödd fosterskada som innebär avsaknad av skallbenet. Den uppträder ofta i kombination med anencefali och meroencefali vilket betyder att delar av storhjärnan saknas. Missbildningen är dödlig.